# Пульпозне ядро
Пульпо́зне ядро́ (лат. nucleus pulposus) — желеподібна речовина в центрі міжхребцевого диску. Це залишок хорди, який слугує для розподілу гідравлічного тиску всередині кожного диску. З усіх сторін у нормі оточене фіброзним кільцем.
Пульпозне ядро складається з хондроцитоподібних клітин, колагенових волокон, протеоглікана аггрекана, зв'язаного з гіалуроновою кислотою. Крім того тут містяться глікозаміноглікани: хондроїтинсульфат і кератансульфат. Аггрекан являє собою гідрофільну негативно заряджену макромолекулу. Ці властивості обумовлюють утримання води в пульпозному ядрі.